# Wren Hall

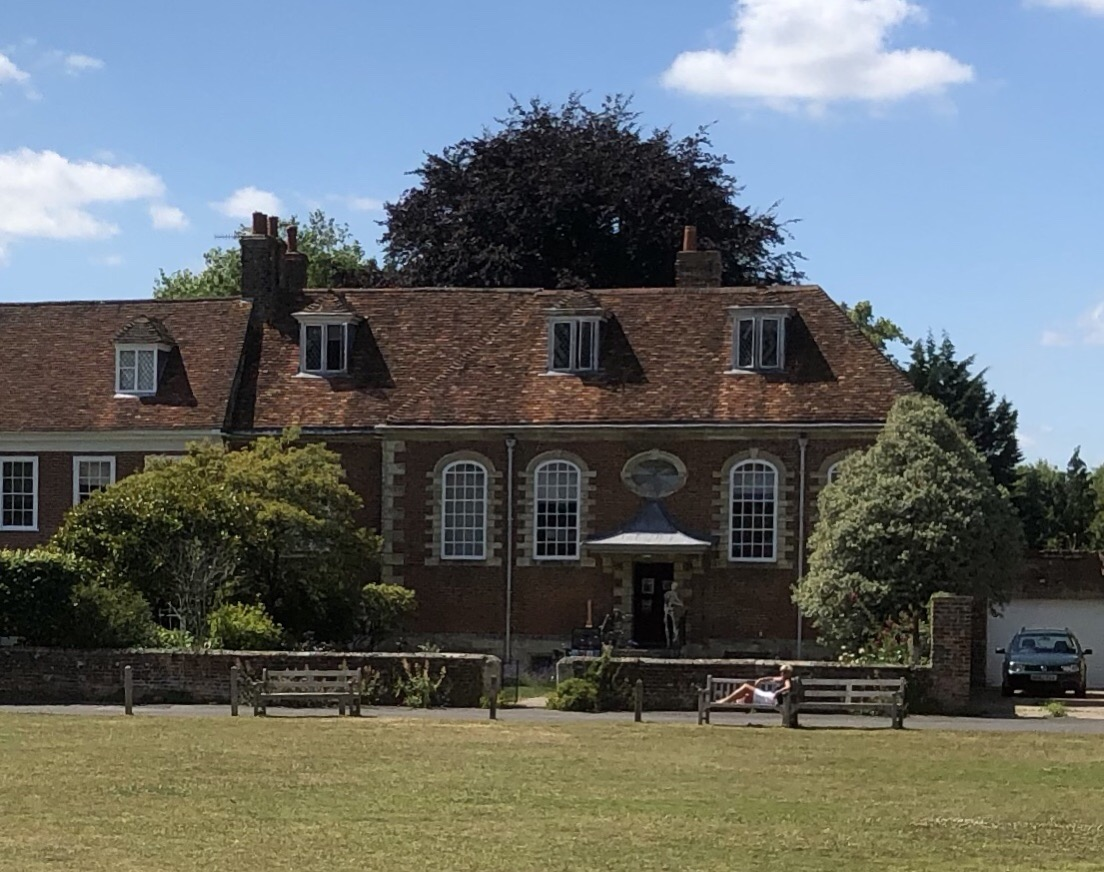
Wren Hall, 2019

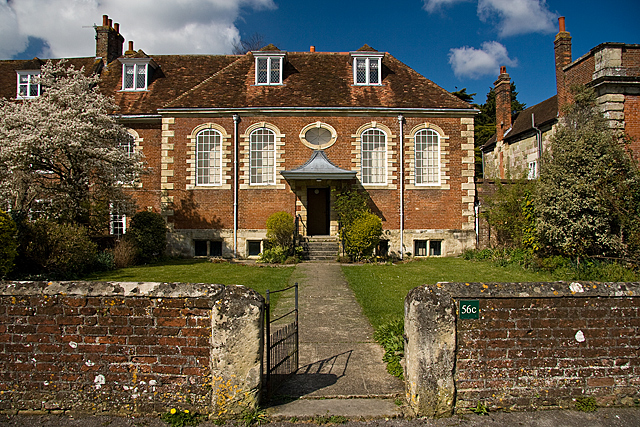
Eingang, 2008

Wren Hall ist ein denkmalgeschütztes Schulgebäude in Salisbury in England. Es ist als Bauwerk von außerordentlicher Bedeutung in die höchste Kategorie, Grad I, in die englische Denkmalliste eingetragen.

## Lage
Es befindet sich nordwestlich der Kathedrale von Salisbury im Kathedralbezirk Close, auf der Westseite des Choristers Square. Südlich schließt sich das gleichfalls denkmalgeschützte Braybrooke House an.

## Geschichte
Wren Hall war ursprünglich der nördliche Flügel des Braybrooke House. Das heutige Gebäude wurde 1714 durch Thomas Naish an der Stelle eines auf das 13. Jahrhundert zurückgehenden Vorgängerbaus wieder errichtet. Auftrag und Finanzierung erfolgten durch Stephen Fox. Das Gebäude diente zur Unterbringung eines großen Klassenzimmers und von Schlafräumen für die Chorknaben der Kathedrale. Auch der Vorgängerbau diente schon schulischen Zwecken. Alexander de Hemmingsby war von 1304 bis 1334 der erste überlieferte Custos der Schule. Obwohl der Name des Gebäudes auf den Architekten Christopher Wren verweist, ist eine tatsächliche Beziehung Wrens zu dem Gebäude offen.
Nach dem Umzug der Chorschule 1947 wurde Wren Hall vom College of Sarum St Michael erworben, aber nur kurzzeitig genutzt. Es diente dann als Archiv der Diözese Salisbury, bis es in den 1980er Jahren als Spire Appeal office der Kathedrale genutzt wurde. Es folgte eine Nutzung als Bildungszentrum für Schulbesuche der Kathedrale.

## Architektur
Der eingeschossige Ziegelbau ruht auf einem hohen Steinsockel. Die Fassade wird von vier hohen Rundbogenfenstern geprägt. Mittig zwischen den Fenstern ist der Hauseingang angeordnet. Er wird von einem geschwungenen Dach bekrönt. Darüber befindet sich ein ovales Fenster. Fensterleibungen und Gebäudeecken sind mit Eckquaderung versehen. Oberhalb eines vorkragenden Gesimses befindet sich ein hohes Walmdach. Auf dem Dach des Hauses sind drei Gauben angeordnet.
Das Innere des Gebäudes wird vor allem von einem großen Raum eingenommen, der ursprünglich als Schulzimmer genutzt wurde. Um seine vorherige Bedeutung zu symbolisieren, befinden sich an beiden Enden des Raums historische Schreibtische des Lehrpersonals. Dazwischen saßen in entgegengesetzten Richtungen zwei Klassen. Auf dem Dachboden des Hauses befinden sich Schlafsäle.
Die Keller des Gebäudes gehen auf das Mittelalter zurück.
Seit dem 28. Februar 1952 wird das Gebäude als Denkmal geführt.